# ラルフ・カイナー
ラルフ・マクファーラン・カイナー（Ralph McPherran Kiner, 1922年10月27日 - 2014年2月6日）は、アメリカ合衆国・ニューメキシコ州サンタリタ出身の元プロ野球選手（外野手）。右投右打。

## 経歴

### 現役時代
1946年にピッツバーグ・パイレーツでデビュー。いきなり本塁打王に輝いた。1947年・1949年は50本の大台を突破した。2度の50本台はベーブ・ルース、ジミー・フォックス以来史上3人目であり、ナショナルリーグの選手としては初であった。デビュー年より1952年まで7年連続本塁打王を獲得。特に1949年の54本は当時6位タイで、ナショナルリーグ記録にあと2本であった。また、四死球も多く、1947年から4年連続して「40本塁打ー100四死球」を記録した。1950年に200本塁打に到達したが、これは702試合目と当時の最速記録であった（この記録は2009年にライアン・ハワードに抜かれるまでMLB記録であった）。
しかし、背中と腰の痛みで思うような打撃ができないようになり、1953年途中にシカゴ・カブスへ、1955年クリーブランド・インディアンスへ移籍し、32歳で引退した。カブス放出は、パイレーツGMのブランチ・リッキーと度々年俸が折り合わずいい関係ではなかったのが原因の一つともいわれている。
実際、トレード時には、GMから
| 「 | 君の本塁打があってもチームは最下位だったから、君がいなくともチームは最下位になれる(We finished last with you, we can finish last without you.) | 」 |

と言われたエピソードがある。現役10年で打った本塁打は通算369本だったが、現役が長ければベーブ・ルースの記録を破っていたと言われている。
また、当時パイレーツ本拠地フォーブス・フィールドにあった、彼の名を冠した特別席「カイナーズ・コーナー(Kiner's Corner)」は、かつてカイナーが新人時代にチームメイトだったハンク・グリーンバーグのために左翼フェンス際に作られた特別席、「グリーンバーグ・ガーデン」がカイナーの活躍から名前が変わったものであった。これは左翼フェンスまでの長さを405フィート(111m)から335フィート(102m)まで縮め、右打者のグリーンバーグに有利にするための席であったが、グリーンバーグはパイレーツ移籍後1年限りで引退し、恩恵を授かったのはカイナーであった。カイナーのカブス移籍後はこの席は撤去され、球場は元のサイズに戻っている。

### 引退後

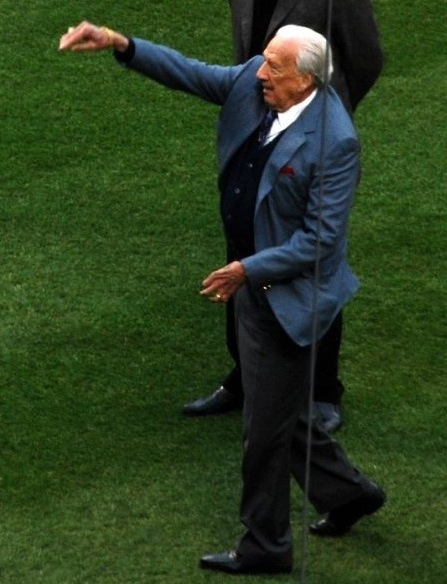
シティ・フィールドの始球式で投げるカイナー(2011年)

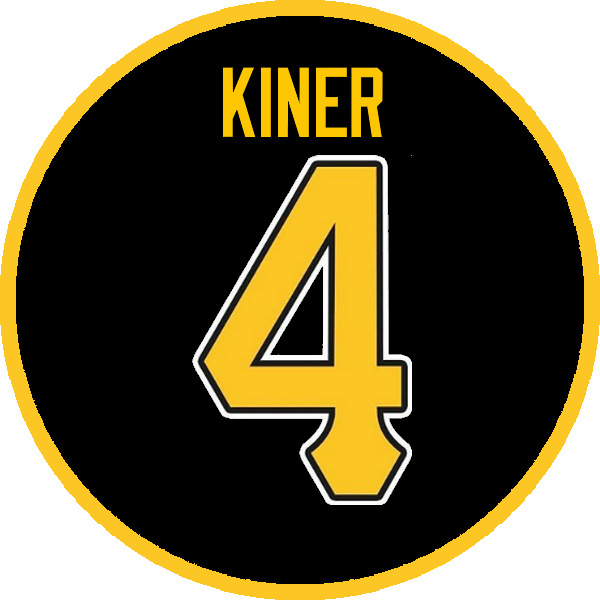
カイナーのパイレーツ在籍時の背番号「4」。
ピッツバーグ・パイレーツの永久欠番に1987年指定。

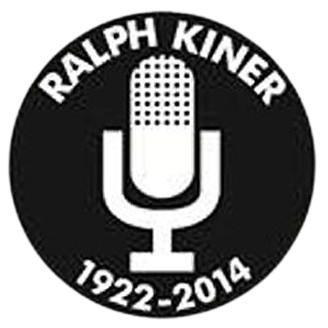
カイナーのメッツ解説者在籍時のマイクロフォン。
ニューヨーク・メッツの永久欠番扱いとして2014年指定。

引退後は1961年よりシカゴ・ホワイトソックスで解説者活動を開始したが、翌1962年よりニューヨーク・メッツのラジオ・テレビ中継解説スタッフとして死の直前まで実に52年間にわたって活動した。また、地元ニューヨークのWWOR-TVのメッツ戦試合後の自らの番組として「カイナーズ・コーナー(Kiner's Korner)」なる、現役時の「Kiner's Corner」をもじった番組コーナーで長く親しまれた。
1975年にアメリカ野球殿堂入り選手に選出される。
1984年にはニューヨーク・メッツの球団殿堂に選出された。
1987年には古巣パイレーツで、自身の現役時代の背番号「4」を永久欠番に指定されている。
『ホームランヒッターはキャデラックに乗る。シングルヒッターはフォードに乗る (Home-run hitters drive Cadillacs; single hitters drive Fords.)』という発言は強打者としての矜持を示すものとして有名。
2014年2月6日に老衰のため死去、91歳没。死後、同年3月31日にメッツはカイナーの長きにわたるチーム解説者としての功績を称え、背番号代わりにマイクロフォンの形で永久欠番扱いとして顕彰した。MLB永久欠番選手で、現役時代の背番号と功労者（解説者）の両方で永久欠番が存在するのは現在もカイナーただ1人である。

## 詳細情報

### 年度別打撃成績
| 年 度      | 球 団      | 試 合 | 打 席 | 打 数 | 得 点 | 安 打 | 二 塁 打 | 三 塁 打 | 本 塁 打 | 塁 打 | 打 点 | 盗 塁 | 盗 塁 死 | 犠 打 | 犠 飛 | 四 球 | 敬 遠 | 死 球 | 三 振 | 併 殺 打 | 打 率 | 出 塁 率 | 長 打 率 | O P S |
| ---------- | ---------- | ----- | ----- | ----- | ----- | ----- | -------- | -------- | -------- | ----- | ----- | ----- | -------- | ----- | ----- | ----- | ----- | ----- | ----- | -------- | ----- | -------- | -------- | ----- |
| 1946       | PIT        | 144   | 579   | 502   | 63    | 124   | 17       | 3        | 23       | 216   | 81    | 3     | --       | 2     | --    | 74    | --    | 1     | 109   | 15       | .247  | .345     | .430     | .775  |
| 1947       | PIT        | 152   | 666   | 565   | 118   | 177   | 23       | 4        | 51       | 361   | 127   | 1     | --       | 1     | --    | 98    | --    | 2     | 81    | 12       | .313  | .417     | .639     | 1.056 |
| 1948       | PIT        | 156   | 670   | 555   | 104   | 147   | 19       | 5        | 40       | 296   | 123   | 1     | --       | 0     | --    | 112   | --    | 3     | 61    | 15       | .265  | .391     | .533     | .924  |
| 1949       | PIT        | 152   | 667   | 549   | 116   | 170   | 19       | 5        | 54       | 361   | 127   | 6     | --       | 0     | --    | 117   | --    | 1     | 61    | 10       | .310  | .432     | .658     | 1.090 |
| 1950       | PIT        | 150   | 672   | 547   | 112   | 149   | 21       | 6        | 47       | 323   | 118   | 2     | --       | 0     | --    | 122   | --    | 3     | 79    | 22       | .272  | .408     | .590     | .998  |
| 1951       | PIT        | 151   | 670   | 531   | 124   | 164   | 31       | 6        | 42       | 333   | 109   | 2     | 1        | 0     | --    | 137   | --    | 2     | 57    | 10       | .309  | .452     | .627     | 1.079 |
| 1952       | PIT        | 149   | 633   | 516   | 90    | 126   | 17       | 2        | 37       | 258   | 87    | 3     | 0        | 0     | --    | 110   | --    | 7     | 77    | 6        | .244  | .384     | .500     | .884  |
| 1953       | PIT        | 41    | 175   | 148   | 27    | 40    | 6        | 1        | 7        | 69    | 29    | 1     | 0        | 0     | --    | 25    | --    | 2     | 21    | 1        | .270  | .383     | .466     | .849  |
| 1953       | CHC        | 117   | 491   | 414   | 73    | 117   | 14       | 2        | 28       | 219   | 87    | 1     | 1        | 1     | --    | 75    | --    | 1     | 67    | 10       | .283  | .394     | .529     | .923  |
| '53計      | CHC        | 158   | 666   | 562   | 100   | 157   | 20       | 3        | 35       | 288   | 116   | 2     | 1        | 1     | --    | 100   | --    | 3     | 88    | 11       | .279  | .391     | .512     | .903  |
| 1954       | CHC        | 147   | 643   | 557   | 88    | 159   | 36       | 5        | 22       | 271   | 73    | 2     | 0        | 5     | 3     | 76    | --    | 2     | 90    | 17       | .285  | .371     | .487     | .858  |
| 1955       | CLE        | 113   | 390   | 321   | 56    | 78    | 13       | 0        | 18       | 145   | 54    | 0     | 0        | 0     | 4     | 65    | 1     | 0     | 46    | 8        | .243  | .367     | .452     | .819  |
| 通算：10年 | 通算：10年 | 1472  | 6256  | 5205  | 971   | 1451  | 216      | 39       | 369      | 2852  | 1015  | 22    | 2        | 9     | 7     | 1011  | 1     | 24    | 749   | 126      | .279  | .398     | .548     | .946  |

- 各年度の太字はリーグ最高

### タイトル
- 本塁打王：7回（1946年 - 1952年）
- 打点王：1回（1949年）